# 1. FFC Turbine Potsdam

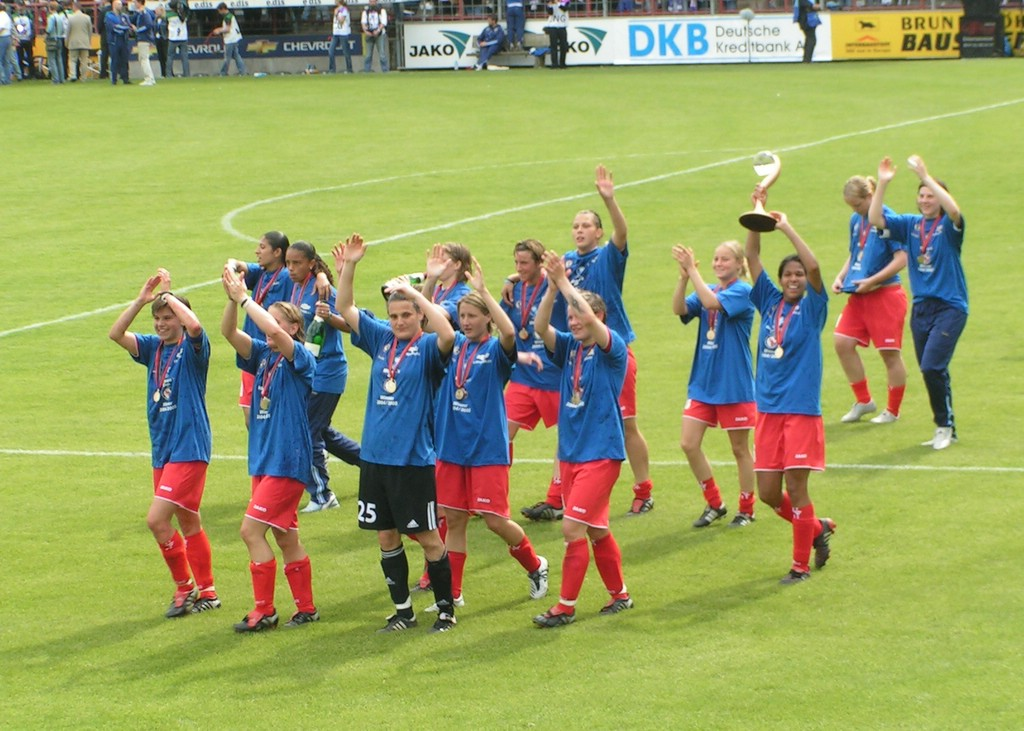
1. FFC Turbine Potsdam, Tyskland vinner UEFA Women's Cup säsongen 2004/2005.

1. FFC Turbine Potsdam, bildad 5 mars 1971, är en damfotbollsklubb från Potsdam i Tyskland. Laget vann UEFA Women's Cup 2005 samt UEFA Women's Champions League 2009/2010.

## Historik
Klubben bildades den 5 mars 1971 i den dåvarande staten DDR. Klubben blev östtyska mästarinnor i fotboll för damer 1981, 1982, 1982, 1983, 1985, 1986 och 1989. Klubben blev tyska mästarinnor i fotboll för damer 2004 efter seger med 7–2 borta mot 1. FFC Frankfurt i sista seriematchen för säsongen. 1. FFC Turbine Potsdam vann även tyska cupen i fotboll för damer 2004 efter seger med 3–0 mot 1. FFC Frankfurt i finalmatchen. 1. FFC Turbine Potsdam vann UEFA Women's Cup 2005 efter 3–1 och 2–0 mot det svenska laget Djurgården/Älvsjö i finalen. Spelare som Conny Pohlers, Anja Mittag, Jennifer Zietz och Viola Odebrecht är alla födda i det gamla DDR. Tränare är Bernd Schröder. Han har tränat Turbine 1971–1992 och sedan 1997 har han varit lagets tränare igen. Damlagets anfallsfotboll har gjort dem väldigt uppskattade och populära även utanför Tyskland. Laget förlorade Women's Cup-finalen mot FFC Frankfurt 2006 (0–4, 2–3), ett lag som Potsdam hade besegrat med 6–2 borta i ligan och besegrat med 2–0 i tyska cupfinalen några veckor före Women's Cup-finalerna. Laget blev tyska mästare 2008–2009 med ett nästan nytt lag jämfört med det lag som vann Women's Cup-finalen 2005. Medelåldern på mästarlaget 2009 var bara 21 år. Den följande säsongen blev laget på nytt tyska mästarinnor. Vann Women`s Champions Leuge 2010 mot franska Lyon efter straffsparksavgörande, 0–0 full tid, 7–6 till Potsdam efter straffsparkarna.Blev tyska mästarinnor igen 2011.Föll dock mot franska Lyon i Champions League-finalen med 0–2.

## Meriter
- Bundesliga:[2]
  - Mästare: 2003–04, 2005–06, 2008–09, 2009–10, 2010–11, 2011–12
- Cupmästare:[3]
  - Vinnare: 2003–04, 2004–05, 2005–06
- Uefa Women's Champions League
  - Vinnare: 2004–05, 2009–10

## Placering tidigare säsonger
| Säsong    | Nivå | Liga              | Placering | Referens | Notering |
| --------- | ---- | ----------------- | --------- | -------- | -------- |
| 1997–1998 | 1    | Frauen-Bundesliga | 6         |          |          |
| 1998–1999 | 1    | Frauen-Bundesliga | 4         |          |          |
| 1999–2000 | 1    | Frauen-Bundesliga | 4         |          |          |
| 2000–2001 | 1    | Frauen-Bundesliga | 2         |          |          |
| 2001–2002 | 1    | Frauen-Bundesliga | 2         |          |          |
| 2002–2003 | 1    | Frauen-Bundesliga | 2         |          |          |
| 2003–2004 | 1    | Frauen-Bundesliga | 1         |          |          |
| 2004–2005 | 1    | Frauen-Bundesliga | 3         |          |          |
| 2005–2006 | 1    | Frauen-Bundesliga | 1         |          |          |
| 2006–2007 | 1    | Frauen-Bundesliga | 3         |          |          |
| 2007–2008 | 1    | Frauen-Bundesliga | 3         |          |          |
| 2008–2009 | 1    | Frauen-Bundesliga | 1         |          |          |
| 2009–2010 | 1    | Frauen-Bundesliga | 1         |          |          |
| 2010–2011 | 1    | Frauen-Bundesliga | 1         | [ 4 ]    |          |
| 2011–2012 | 1    | Frauen-Bundesliga | 1         | [ 5 ]    |          |
| 2012–2013 | 1    | Frauen-Bundesliga | 2         | [ 6 ]    |          |
| 2013–2014 | 1    | Frauen-Bundesliga | 3         | [ 7 ]    |          |
| 2014–2015 | 1    | Frauen-Bundesliga | 4         | [ 8 ]    |          |
| 2015–2016 | 1    | Frauen-Bundesliga | 7         | [ 9 ]    |          |
| 2016–2017 | 1    | Frauen-Bundesliga | 3         | [ 10 ]   |          |
| 2017–2018 | 1    | Frauen-Bundesliga | 4         | [ 11 ]   |          |
| 2018–2019 | 1    | Frauen-Bundesliga | 3         | [ 12 ]   |          |
| 2019–2020 | 1    | Frauen-Bundesliga | 4         | [ 13 ]   |          |
| 2020–2021 | 1    | Frauen-Bundesliga | 4         | [ 14 ]   |          |
| 2021–2022 | 1    | Frauen-Bundesliga | 4         | [ 15 ]   |          |
| 2022–2023 | 1    | Frauen-Bundesliga |           |          |          |